# Pico Maldito
Pico Maldito (fr. Pic Maudit) – szczyt w Pirenejach. Leży w Hiszpanii, w prowincji Huesca, w regionie Aragonia, blisko granicy z Francją. Należy do podgrupy Benasque w Pirenejach Centralnych.
Pierwszego wejścia dokonali Jean-Marie Sansuc, Louis Camboué i B. Luquet 3 sierpnia 1905 r.